# Берлин, Татьяна Сергеевна

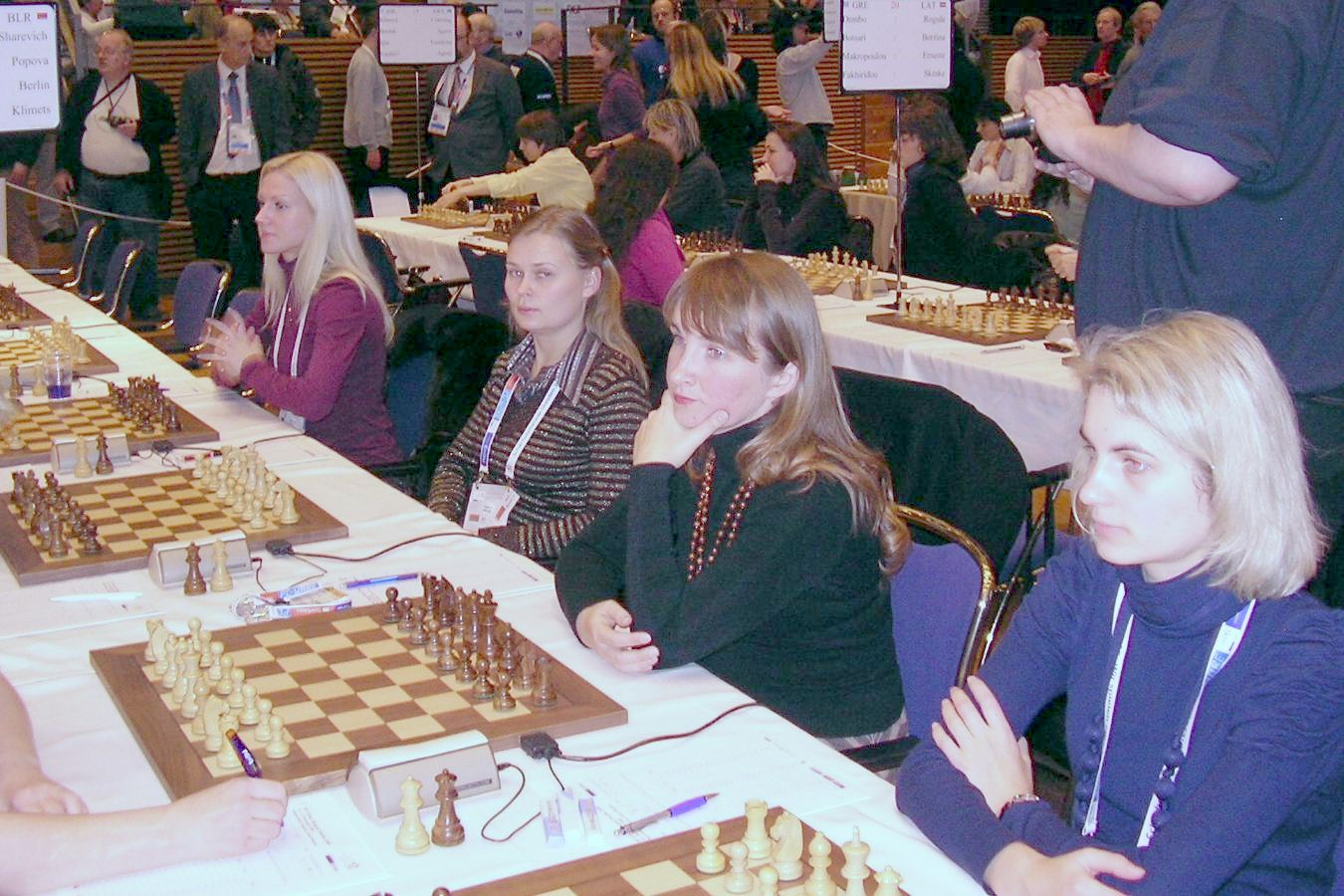
Сборная Белоруссии на олимпиаде 2008 г. перед началом одного из туров. Слева направо: Шаревич, Попова, Берлин, Климец (запасная)

Татьяна Сергеевна Берлин (урожд. Мартынюк; бел. Таццяна Сяргееўна Берлін, род. 9 апреля 1977, Кобрин) — белорусская шахматистка, международный мастер среди женщин (2005).

## Биография
Окончила математический факультет Брестского государственного университета. После окончания университета работала шахматным тренером в родном городе. В 2000 г. окончательно переехала в Брест. Работала на кафедре прикладной математики и технологии программирования (ранее — информатики и прикладной математики) БрГУ. В 2011—2013 гг. занимала должность заместителя декана математического факультета БрГУ. Позже получила второе высшее образование в БГУФКе (тренер по шахматам). Является преподавателем шахмат в брестской СДЮШОР № 7 и одном из образовательных центров города, руководителем шахматного кружка БрГУ. Занимается судейством детских и юношеских соревнований. В качестве судьи работала на юниорских чемпионатах мира и взрослом чемпионате Европы.

## Шахматная деятельность
Неоднократная чемпионка Белоруссии среди юниоров. Представляла Белоруссию на юниорских чемпионатах мира и Европы в разных возрастных группах.
Бронзовый призёр чемпионата Белоруссии 2005 г.
В составе сборной Белоруссии участвовала в двух шахматных олимпиадах (2006 и 2008 гг.) и Всемирных интеллектуальных играх 2008 г. (командные турниры по блицу и рапиду). На олимпиаде 2006 г. завоевала индивидуальную золотую медаль, показав лучший результат среди запасных участниц.
С 2009 г. не выступает в крупных соревнованиях.

## Семья
Замужем. Есть сын.

## Основные спортивные результаты
| Год  | Город           | Соревнование                                    | + | − | = | Результат | Место           |
| ---- | --------------- | ----------------------------------------------- | - | - | - | --------- | --------------- |
| 1993 | Братислава      | Юниорский чемпионат мира (до 16 лет)            |   |   |   |           | [ 11 ]          |
| 1995 | Галле           | Юниорский чемпионат мира                        |   |   |   |           | [ 12 ]          |
| 1996 | Тапольца        | Юниорский чемпионат Европы                      |   |   |   |           | [ 13 ]          |
| 1997 | Таллин          | Юниорский чемпионат Европы                      |   |   |   |           | [ 14 ]          |
| 1999 | Санкт-Петербург | Турнир «Белые ночи»                             | 3 | 3 | 4 | 5 из 10   | 5               |
| 2002 |                 | Чемпионат Белоруссии                            | 4 | 2 | 4 | 6 из 10   | 4—5             |
| 2003 | Минск           | Чемпионат Белоруссии                            | 4 | 5 | 2 | 5 из 11   | 7—10            |
| 2004 | Минск           | Чемпионат Белоруссии                            | 4 | 4 | 3 | 5½ из 11  | 6—7             |
| 2005 | Санкт-Петербург | Международный турнир                            | 3 | 5 | 1 | 3½ из 9   | 9               |
|      | Минск           | Чемпионат Белоруссии                            | 4 | 2 | 4 | 6 из 10   | 3—5             |
| 2006 | Турин           | XXII Олимпиада (сборная Белоруссии, запасная)   | 7 | 1 | 0 | 7 из 8    | Золото на доске |
| 2007 | Новокузнецк     | Международный турнир                            | 4 | 1 | 6 | 7 из 11   | 3               |
| 2008 | Пекин           | Всемирные интеллектуальные игры                 |   |   |   |           |                 |
|      | Дрезден         | XXIII Олимпиада (сборная Белоруссии, 4-я доска) | 5 | 2 | 3 | 6½ из 10  |                 |